# Gentiana subpolytrichoides
Gentiana subpolytrichoides là một loài thực vật có hoa trong họ Long đởm. Loài này được Grubov mô tả khoa học đầu tiên năm 1994.